# Opilio
Opilio is een geslacht van hooiwagens (Opiliones) uit de familie Phalangiidae.

## Soorten
- Opilio aborensis
- Opilio acanthopus
- Opilio adungius
- Opilio afghanus
- Opilio altaicus
- Opilio angulatichelis
- Opilio bidentatus
- Opilio birmanicus
- Opilio bolivianus
- Opilio canestrinii
- Opilio chinensis
- Opilio conigerus
- Opilio consputus
- Opilio coxipunctus
- Opilio decoratus
- Opilio dinaricus
- Opilio ejuncidus
- Opilio grasshoffi
- Opilio hemseni
- Opilio hexaspinulatus
- Opilio himalincola
- Opilio insolitus
- Opilio insulae
- Opilio kishidai
- Opilio koreanus
- Opilio kubotai
- Opilio kurilus
- Opilio laevis
- Opilio lederi
- Opilio lepidus
- Opilio lindosiellus
- Opilio magnus
- Opilio monacanta
- Opilio multidentatus
- Opilio nigerrimus
- Opilio nigridorsus
- Opilio nipponensis
- Opilio pakistanus
- Opilio parietinus
- Opilio peipingensis
- Opilio pentaspinulatus
- Opilio pictus
- Opilio potanini
- Opilio putnik
- Opilio quadridentatus
- Opilio ravennae
- Opilio redikorzevi
- Opilio reginae
- Opilio ruzickai
- Opilio sachaliensis
- Opilio saxatilis
- Opilio scabripes
- Opilio serrulatus
- Opilio spinulatus
- Opilio suchalinus
- Opilio sunuitensis
- Opilio tchangi
- Opilio transversalis
- Opilio tricolor
- Opilio trispinifrons
- Opilio zichyi